# Colònia Alcanís
La Colònia Alcanís (o Colònia tèxtil Alkanís) és una obra de Rosselló (Segrià) protegida com a Bé Cultural d'Interès Local.

## Descripció
L'Església del Sagrat Cor de Jesús és una església d'una nau (orientada nord-sud) amb capelles laterals i campanar de torre quadrada amb un cos superior vuitavat i coberta piramidal, amb la façana principal orientada al nord. Es troba en un estat de conservació regular quant a les façanes i la coberta. L'església està situada amb façana a la plaça de la colònia.
La casa del director és un edifici aïllat de tres cossos, el central de planta baixa i dues plantes, i els laterals de planta baixa i una planta. Estructura mixta de parets de pedra arrebossades i cantonades de totxo. Teulada amb teules esmaltades de colors i fusteria fosca.
L'habitatge, igual que l'església, està situat amb façana a la plaça de la colònia.

## Història
La gran quantitat de producció de cereals de la zona fa que s'instal·lin els primers molins fariners aprofitant el cabal de la Séquia Major de Pinyana al seu pas pel terme.
La construcció del primer d'aquests molins va ser per part d'un veí de Rosselló, Josep Escuer, el va instal·lar a la partida d'Al-Kanís. després d'haver demanat la concessió a la Real Audiència del Principat el 1789, la qual li va ser concedida al febrer de 1790.
Aquest molí fariner després de 86 anys, els últims fora de servei, va ser rehabilitat pel també propietari barceloní Josep Cirera per tal de convertir-lo en molí paperer. Aquesta acció va fracassar.
Després d'uns anys d'inactivitat, el Banc anglès "Glamorganshire Swansea", el 1892 va obtenir la propietat de Josep Cirera, que va traspassar a favor de Joan Coma i Cros, el qual sota el nom comercial de "Coma i Cia", va convertir l'antiga instal·lació en fàbrica de filatures.
El 1903 actuava com a "Coma, Clivillé i Clavel", que va durar fins al 1920, quan "Indústries Mixtes, S.A." de Terrassa, va passar a ser-ne la propietària. Va ser amb ells que la fàbrica i l'entorn va experimentar una forta transformació tant tècnica com social. Es va configurar una colònia obrera que a l'entorn de les naus industrials es va anar conformant gràcies al gran nombre d'habitatges per a les famílies de treballadors. La iniciativa culmina amb la inauguració de l'església del Sagrat Cor de Jesús. També va anar a càrrec de l'empresa la construcció d'un edifici annex que es va dedicar a "Caserna de la Guàrdia Civil".
Durant la Guerra Civil Espanyola, les forces del General Franco, una vegada ocupat el poble de Rosselló, van instal·lar una caserna general de comandament en el xalet dels propietaris de la fàbrica tèxtil. Les forces militars van abandonar el pobles i els seus voltants el 1938.
El 1941 tots els complexos industrials i socials van ser adquirits per la societat "Tèxtil Martí Llopart i Trench, S.A." de Barcelona, la qual, després de 24 anys de ser-ne la propietària va traspassar totes les propietats el 1965 al grup "Filatures Gossypium, S.A." del qual era cap industrial Jaime Castell. Es va iniciar una gran reforma de les instal·lacions que va comportar la demolició de gran part de les cases dedicades a habitatge per a treballadors i familiars.
Davant una inversió tan gran es van veure obligats a buscar el suport de l'Estat, el qual la va agregar al seu patrimoni INI a la fi de 1980.
Finalment, el 1986 el Patrimoni de l'Estat, forçat per l'empitjorament del sector, es va desentendre de la factoria, i va traspassar la propietat a la família de Josep M. Vilallonga, que va haver de fer suspensió de pagaments i subhastar les propietats cap a l'any 1995.
L'any 2003 es va realitzar la cessió de les zones verdes, vials i els edificis de la Casa del Director i l'església del Sagrat Cor de Jesús, que van passar a ser propietat de l'Ajuntament de Rosselló.